# Capriolo (motorfiets)

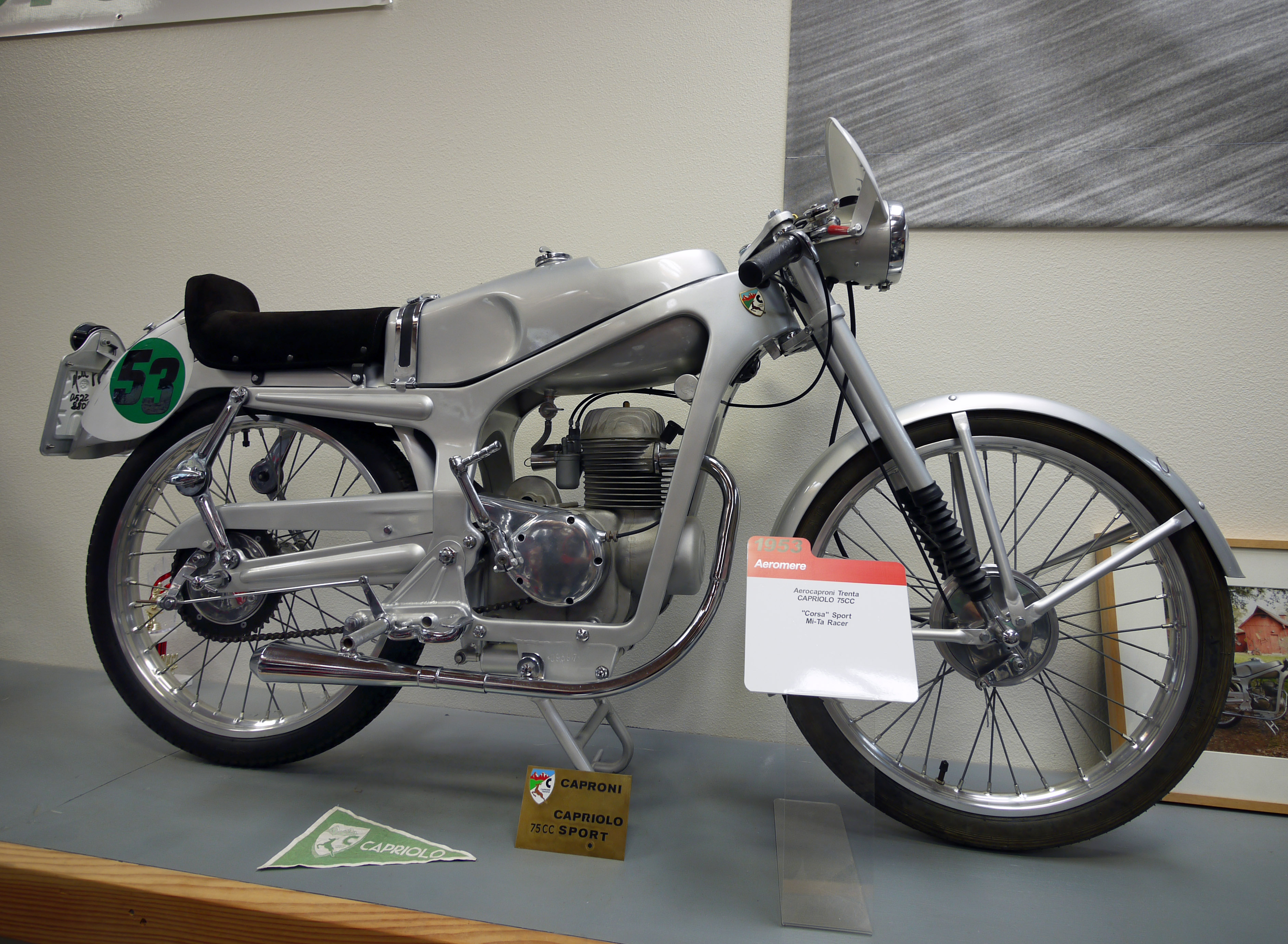
Capriolo 75 Sport Corsa MT 1953

Capriolo is een historisch Italiaans motorfietsmerk.
De bedrijfsnaam was: S.p.A. Aero Caproni, later S.p.A. Aero Metallurgica Regionale (Aeromere), Trento (1950-1963).
In feite dezelfde fabriek als Aero-Caproni, maar met gewijzigde naam. De naam zou in 1958 toen het moederbedrijf Aero Metallurgica Regionale ging heten veranderen in Aeromere.
In 1953 scheidde zich de andere fabriek van het Aero-Caproni vliegtuigconcern in Vizzola af en ontstond Caproni-Vizzola.
De fabriek heeft enkele kleine motorfietsen gebouwd met cilinderinhouden van 75, 100 en 125 en 150 cc.
Technisch onderscheidden de Capriolo motorfietsen zich vooral door de klepbediening, die plaatsvond door middel van een zogenaamde "face cam". De 150cc-Cento 150 is een tweecilinder boxermotor met de cilinderkoppen van de Capriolo 75.